# We Summon the Darkness
We Summon the Darkness ist ein US-amerikanischer Thriller aus dem Jahr 2019.

## Handlung
Im Juli 1988 sind Alexis Butler und ihre Freundinnen Val und Beverly auf dem Weg zu einem Heavy-Metal-Konzert. Sie hören im Radio von den neusten Opfern einer satanischen Mordserie und bei einem Zwischenstopp an einer Tankstelle sehen sie im Fernsehen einen Prediger, der Heavy Metal als teuflische Musik bezeichnet. Anschließend fliegt aus einem blauen Van ein Milchshake auf das Auto der Frauen.
Genau diesen Van sehen sie auf dem Parkplatz der Konzertlocation wieder. Dadurch lernen sie Ivan, Kovacs und Mark kennen, die früher selbst eine Band waren, bevor sich Mark entschied, nach Los Angeles zu ziehen. Nach dem Konzert lädt Alexis ihre Freundinnen und die drei Männer in ein leerstehendes Haus ihres Vaters ein. Im Garten vergnügen sie sich mit dem Trinkspiel „Never have I ever“. Nach einigen Runden brechen die drei Männer zusammen, weil die Frauen Drogen in deren Drinks gemischt haben.
Als die Männer wieder zu sich kommen, sind sie drinnen halbnackt an Stühle gefesselt und sitzen in einem satanisch gestalteten Zimmer. Die Frauen verraten nun, dass sie zu der Gruppe The Daughters of the Dawn gehören, die für die satanisch aussehende Mordserie mit bisher 18 Opfern verantwortlich ist. Durch die Morde wollen sie Angst verbreiten und mehr Menschen für ihre Religion gewinnen. Als Ivan sich kritisch zu Christus äußert, tötet Alexis ihn mit einem Messerstich in den Hals. Während sich die Frauen im Badezimmer absprechen, verstecken sich Mark und Kovacs in einer Vorratskammer. Beverly wird in einen Schuppen geschickt, um Werkzeug zu holen.
Dann kommt Alexis’ Stiefmutter überraschend vorbei, um ihren Reisepass zu holen. Sie sagt, dass sie die Polizei alarmiert hat, nachdem sie den Van und die Beleuchtung im Haus gesehen hat. Als Susan Ivans Leiche entdeckt, tötet Alexis auch sie. Als Sheriff Dembrowski eintrifft und skeptisch reagiert, flieht Alexis zurück ins Haus. Der Sheriff folgt ihr. Mark und der am Arm verletzte Kovacs bitten ihn um Hilfe. Val schnappt sich Dembrowskis Pistole und erschießt ihn. Als Alexis und Val um die Pistole kämpfen, kehrt Beverly mit einem elektrischen Gerät zurück. Alexis und Val sagen ihr, dass sie im Auftrag des Herrn handeln. Aber Beverley hilft jetzt Marks und Kovacs.
Mark versucht Alexis’ Autoschlüssel aus dem Schlafzimmer zu holen, wird aber von ihr angegriffen. Val greift Beverly an, aber Beverly zündet Vals Haare an. Kovacs sieht ein Auto kommen und schleppt sich nach draußen. Dort begegnet er Alexis’ Vater, dem Priester John Henry Butler, der Anführer der Daughters of the Dawn ist. John erschießt Kovacs, der im Sterben gerade noch Beverly warnen kann. John schießt dann auch auf Mark, der gerade mit Alexis kämpft. Anschließend kritisiert er seine Tochter für ihr Versagen und sagt, dass sie ein Opfer bringen müssten. Als er versucht, sie zu erwürgen, kommt Beverly und schlägt ihn nieder. Daraufhin greift Alexis Beverly an. Sie stolpert dabei jedoch über Mark und fliegt aus dem Fenster.
Mark lebt noch und führt mit Beverly weg. Plötzlich steht Alexis auf der Straße. Beverly überfährt sie. Gegenüber einer Fernsehreporterin erklärt der ebenfalls noch lebende John, dass er ein Opfer sei und seine Tochter Alexis in einen satanischen Kult gezogen worden sei. Nach einem Zwischenstopp an der gleichen Tankstelle wie zu Beginn verlassen Beverly und Mark die Stadt.

## Rezeption
Die Kritiken sind gemischt. Für den Filmdienst ist es ein „Backwood-Slasher-Film, der durch seinen offensichtlichen Spaß daran, die späten 1980er-Jahre und ihre Metal-Szene wiederzubeleben, einen einigermaßen frischen Zugriff auf seine ansonsten schlichte Genre-Geschichte hat“. Der Rezensent von Filmstarts lobt vor allem den Anfangs des Films: „Die Szenerie und das mit Liebe zum Detail gestaltete Ambiente sind ihm und seinem Team jedenfalls hervorragend gelungen.“ Mit dem absehbaren Verlauf der Geschichte und der Slasher-Action ist er unzufrieden: „Zumindest halten die weiterhin unterhaltsamen, streckenweise sogar schwer witzigen Dialoge halten das Ganze trotzdem gerade so noch zusammen.“ Bei film-rezensionen.de ist das Fazit: „Vereinzelt hat der Horror-Thriller-Mix zwar nette Ideen, versagt aber an den entscheidenden Stellen und tut sich zudem keinen Gefallen damit, sich selbst zu ernst nehmen, anstatt konsequent auf Humor zu setzen.“ Zu einer positiveren Einschätzung kommt der Filmchecker: Es ist „ein wilder Ritt vollgepackt mit rabenschwarzen Wendungen. [...] Dass sich der Streifen zu keiner Minuten bierernst nimmt und sich mit zynischen Dialogen und bösen Späßen die Zeit vertreibt, dürfte vor allem bei Liebhabern sarkastischer Horrorware gut ankommen.“